# Requin-marteau aile blanche
Sphyrna couardi
Espèce
Répartition géographique
Le requin-marteau aile blanche (Sphyrna couardi) est une espèce de requins de la famille des Sphyrnidae.

## Reproduction
Vivipare, chaque portée comporte en général 24 à 28 petits qui mesurent 25 à 32 cm de long à la naissance.

## Description
C’est un requin peu connu, découvert en 1951 par Jean Cadenat. Le requin-marteau aile blanche ressemble typiquement aux autres requins-marteaux, à la différence qu'il possède une tête relativement plus large avec le bord arrondi et équipé d’une entaille claire dans le milieu. Sa taille maximale est d’environ 3 mètres de long.
Les mâles mesurent en moyenne 1,80 m et les femelles 2,35 m.
Couleur bleu-gris à gris brun sur la face dorsale et blanc sur la face ventrale. La première nageoire dorsale est grande et falciforme, tandis que les nageoires pelviennes sont droites ou légèrement concaves.
La nageoire anale est longue et basse, avec une entaille profonde sur la face arrière.

## Distribution
On le trouve principalement dans les eaux tropicales du nord-est de l’Atlantique. On peut le rencontrer du Sénégal au Congo.
L’espèce étant à l'heure actuelle trop méconnue du fait de sa rareté, on suppose que ce requin fréquente régulièrement les plages côtières.
Selon quelques scientifiques, certains spécimens associés au requin-marteau à petits yeux (Spyrna tudes) seraient en fait des requins-marteaux aile blanche ce qui étendrait leur aire de répartition dans la mer Méditerranée.